# (34420) Peterpau
(34420) Peterpau ist ein Asteroid des äußeren Hauptgürtels, der am 23. September 2000 vom kanadischen Astronomen Hongkonger Herkunft William Kwong Yu Yeung am Desert Beaver Observatorium in der Nähe von Eloy, Arizona (IAU-Code 919) entdeckt wurde. Unbestätigte Sichtungen des Asteroiden hatte es schon 1998 (1998 HE62) an der Lincoln Laboratory Experimental Test Site (ETS) in Socorro, New Mexico im Rahmen des Projektes Lincoln Near Earth Asteroid Research (LINEAR) gegeben.
(34420) Peterpau gehört zur Hygiea-Familie, einer eher älteren Gruppe von Asteroiden, wie vermutet wird, deren größtes Mitglied der Asteroid (10) Hygiea ist. Nach der SMASS-Klassifikation (Small Main-Belt Asteroid Spectroscopic Survey) wurde bei einer spektroskopischen Untersuchung von Gianluca Masi, Sergio Foglia und Richard P. Binzel bei (34420) Peterpau von einer dunklen Oberfläche ausgegangen, es könnte sich also, grob gesehen, um einen C-Asteroiden handeln.
Die zeitlosen (nichtoskulierenden) Bahnelemente von (34420) Peterpau sind fast identisch mit denjenigen von zwei kleineren Asteroiden, wenn man von der Absoluten Helligkeit von 15,8 und 15,6 gegenüber 13,6 ausgeht: (209480) 2004 HD30 und (223445) 2003 SF309.
(34420) Peterpau wurde am 19. Februar 2006 nach dem US-amerikanischen Oscarpreisträger Hongkonger Herkunft Peter Pau benannt. Pau ist ein Kameramann.